# جيانلوكا فيستا
جيانلوكا فيستا (بالإيطالية: Gianluca Festa)‏ هو مدرب كرة قدم ولاعب كرة قدم إيطالي في مركز الدفاع، ولد في 15 مارس 1969 في مونسيراتو في إيطاليا. لعب مع إنتر ميلان ونادي بورتسموث ونادي روما ونادي كالياري ونادي ميدلزبره.